# یوآن اوفردو
یوآن اوفردو (فرانسوی: Yoann Offredo‎؛ زادهٔ ۱۲ نوامبر ۱۹۸۶) دوچرخه‌سوار اهل فرانسه است.
از باشگاه‌هایی که در آن رکاب زده‌است می‌توان به تیم دوچرخه‌سواری اف‌دی‌جی و وانتی–گروپ گوبر اشاره کرد.